# Schistophragma pusillum
Schistophragma pusillum là một loài thực vật có hoa trong họ Mã đề. Loài này được Benth. miêu tả khoa học đầu tiên năm 1846.